# 魏益
魏益，江蘇徐州碭山縣人，明朝政治人物、進士出身。
洪武四年，會試一百零九名，登進士三甲，授廬州府青田縣縣丞。